# Алимова, Екатерина Константиновна
 Екатерина Константиновна Алимова (7 декабря 1916, Миргород — 2002) — ученый-медик, доктор биологических наук. Профессор Ростовского государственного медицинского университета. Заслуженный деятель науки РСФСР.

## Биография
Родилась 7 декабря 1916 года в украинском городе Миргороде в семье служащего.
В 1939 году окончила биологический факультет Казахского государственного университета.
Место работы: младший научный сотрудник Казахского филиала АН СССР (1939—1942); заведующая пищевой лабораторией артели «Энергия» (Алма-Ата, 1942—1944).
В годы Великой Отечественной войны, после освобождения Ростова-на-Дону, вернулась в город. В 1944—1960 годах работала в Ростовском государственном медицинском университете ассистентом, потом доцентом.
В 1949 году защитила диссертацию на соискание ученой степени кандидата, в 1959 году под руководством ректора Ростовского государственного медицинского университета (1956—1959) Е. М. Губарева защитила докторскую диссертацию на тему «Липиды дифтерийных микробов». Екатерина Константиновна Алимова — доктор биологических наук.
В дальнейшем, с 1960 года работала во Владивостокском медицинском институте в должности зав. кафедрой химии (1960—1961) и биологической химии (1961—1966). Была в составе совета Дальневосточного филиала Новосибирского отделения АН СССР, состояла в объединенном ученом совете Хабаровского медицинского института, избиралась в депутаты Приморского краевого промышленного совета (1962).
Вернувшись в Ростов-на-Дону, в 1966—1980 годах работала зав. кафедрой биохимии Ростовского государственного медицинского университета.
Область научных интересов: биохимия липидов в нормальном и при ряде патологических состояний, препараты для энтерального зондового питания больных, белково-витаминный корм для животных.
В свое время Екатерина Константиновна Алимова была членом научного совета по медицинским проблемам питания и биохимии липидов в президиуме АМН СССР, членом биохимического общества Северного Кавказа.
Е. К. Алимовой также была научным руководителем многих аспирантов университета. Под её руководством защищено 61 кандидатских и 9 докторских диссертаций.
Е. К. Алимова имеет 5 авторских свидетельств на изобретение, является автором около 150 научных статей, включая 6 монографий.

## Награды и звания
- Заслуженный деятель науки РСФСР (1974)
- Медаль «За трудовую доблесть» (1961)
- Медаль «За доблестный труд» (1970)
- Медаль «За трудовое отличие».

## Труды
- Алифатический углеводороды, их обмен и взаимосвязь с метаболизмом высших жирных кислот. ОНТИТЭМмикробопром. — М., 1979.
- Исследование жирных кислот и липидов методом хромотографии. — М.: Медицина. 1967.